# Pascal Schürpf
Pascal Schürpf (Basilea, 15 luglio 1989) è un calciatore svizzero, centrocampista del Grasshoppers.

## Palmarès

### Club

#### Competizioni nazionali
- Campionato svizzero: 1

Basilea: 2009-2010
- Coppa Svizzera: 2

Basilea: 2009-2010
Lucerna: 2020-2021
- Coppa del Liechtenstein: 4

Vaduz: 2013-2014, 2014-2015, 2015-2016, 2016-2017